# Montes Jura

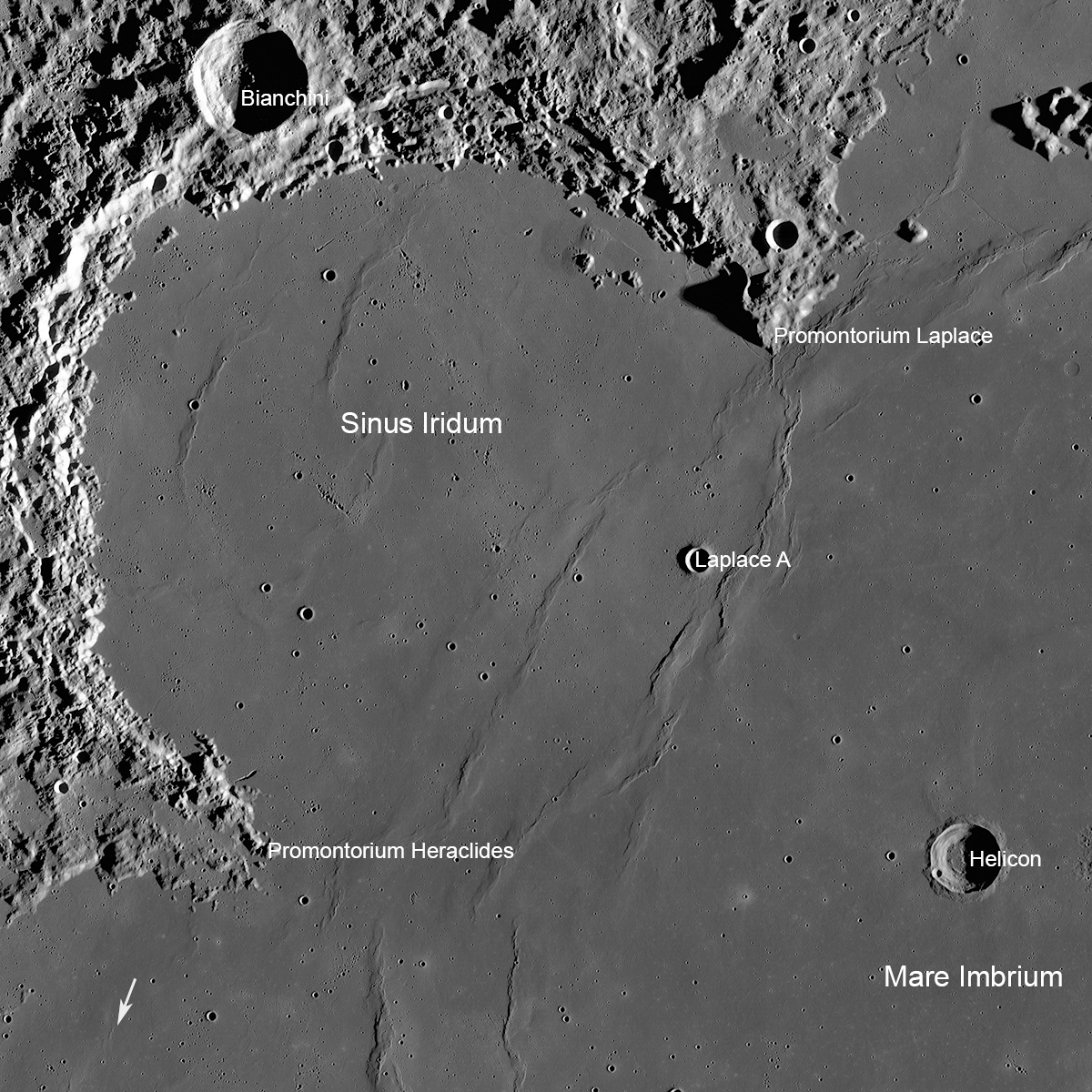
Montes Jura rodeando el Sinus Iridum

Montes Jura es una cordillera situada en la parte noroeste de la cara visible de la Luna. Las coordenadas selenográficas de este sistema montañoso son 47.1° N 34.0° O. Tiene un diámetro de 422 km, con montañas que alcanzan los 6100 m de altura. Fueron nombrados haciendo referencia al macizo del Jura situado entre la Francia oriental y la Suiza occidental.
Este conjunto de montañas forma un semi-anillo circular visualmente uniforme alrededor del Sinus Iridum, una bahía situada a lo largo del borde noroeste del Mare Imbrium. El cabo orientado al este en el extremo suroeste de los Montes Jura se denomina Promontorium Heraclides, mientras que el saliente orientado al este frente al extremo nordeste se denomina Promontorium Laplace. Cuando el límite de la zona de sombra lunar se acerca a esta cordillera entre dos y tres noches después de la primera fase lunar, sus cumbres reflejan la luz del sol en sus cimas. Esto produce una cadena de puntos brillantes en un efecto que ha sido descrito como la 'cimitarra enjoyada' por su forma curvada.
En un pasado remoto la cordillera formó la pared exterior de un cráter de aproximadamente 260 km en diámetro. La cara sureste de este cráter desapareció y el interior quedó inundado con lava basáltica. De esta forma, el lado del antiguo cráter situado frente al contorno del mare se convirtió casi en una llanura a nivel, mientras que el lado opuesto se fusionó con una región de terreno áspero e irregular.
El único cráter en contacto con la cordillera es Bianchini, situado a través de la porción norte-noroeste del sistema montañoso. Un poco más lejano, en el lado oeste está situado el cráter Sharp, y al nordeste se hallan los restos del cráter Maupertuis.
Peter Grego describe un dibujo imaginario de "La Luna Virginal", viendo su perfil facial en el Promontorium Heraclides, su cabello en los cerros del oeste, y su cuerpo en los Montes Jura. Aparece al revés cuando se observa con prismáticos desde el hemisferio norte.